# Dargeochaeta bangeni
Dargeochaeta bangeni là một loài bướm đêm trong họ Noctuidae.